# Valdurenque
Valdurenque (okzitanisch: Val Durenca) ist eine französische Gemeinde mit 886 Einwohnern (Stand: 1. Januar 2022) im Département Tarn in der Region Okzitanien. Die Gemeinde gehört zum Arrondissement Castres und zum Kanton Mazamet-1 (bis 2015: Kanton Labruguière).

## Geographie
Valdurenque liegt etwa fünf Kilometer südöstlich des Stadtzentrums von Castres. Das Gemeindegebiet wird vom Fluss Durenque durchquert. Umgeben wird Valdurenque von den Nachbargemeinden Castres im Norden und Nordwesten, Noailhac im Osten, Payrin-Augmontel im Osten und Südosten, Caucalières im Süden sowie Lagarrigue im Westen.

## Bevölkerungsentwicklung
| Jahr                      | 1962 | 1968 | 1975 | 1982 | 1990 | 1999 | 2008 | 2013 |
| Einwohner                 | 371  | 421  | 494  | 640  | 628  | 700  | 765  | 814  |
| Quelle: Cassini und INSEE |      |      |      |      |      |      |      |      |

## Sehenswürdigkeiten

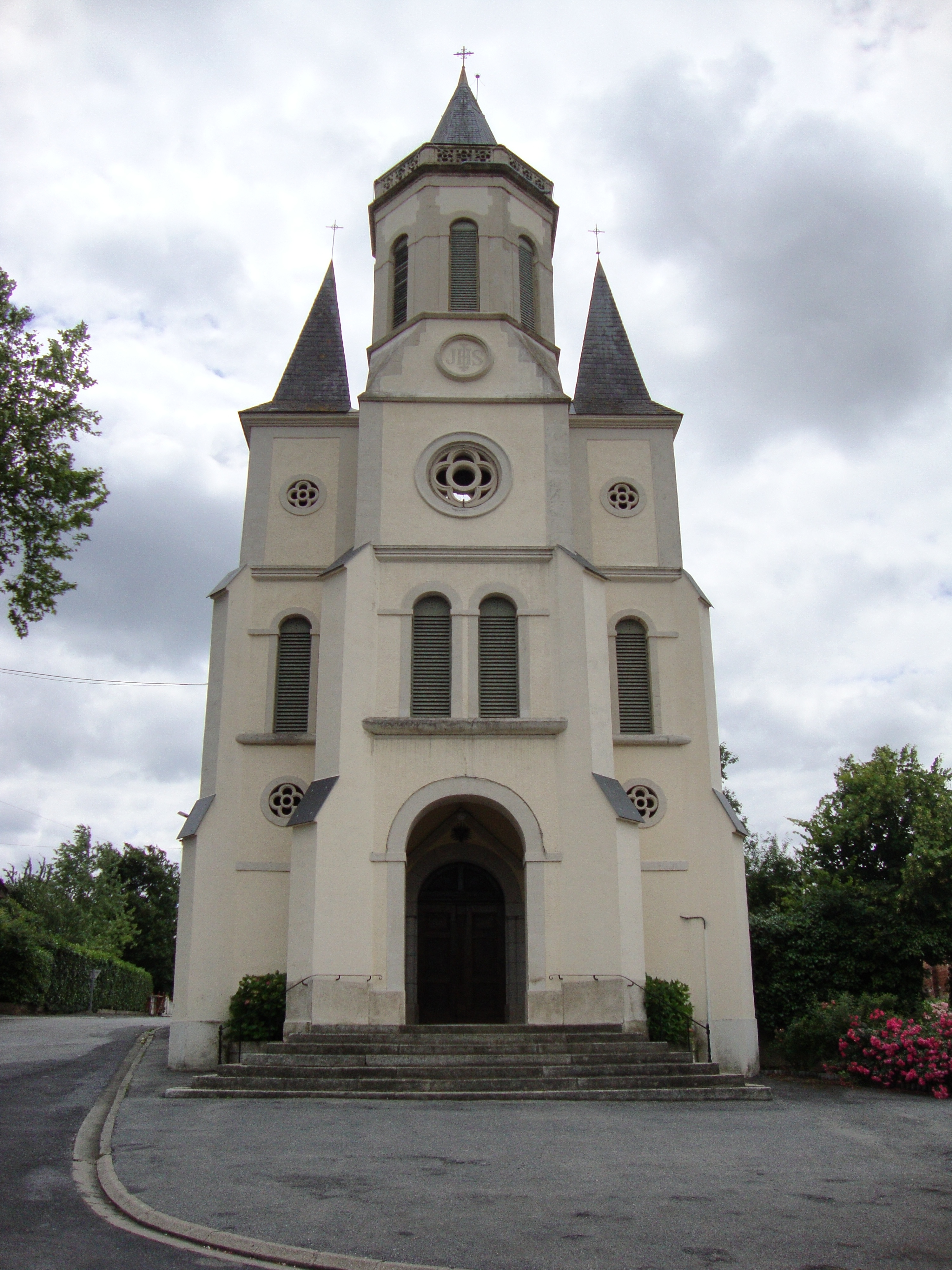
Kirche Saint-Louis

- Kirche Saint-Louis
- Burg Gaïx, Ruine